# 銭紋

銭紋の一例
(永楽銭）

銭紋（ぜにもん）は、貨幣の銭貨を図案化した紋様のこと。
中国では土器や陶器の表面にほどこされ、日本ではおもに家紋の一種として知られている。以下、家紋としての銭紋について説明する。「銭」は富を象徴するものである一方、三途の川の渡し賃として死者とともに納棺する六道銭(冥銭)は地蔵信仰（地蔵菩薩）の影響であり、それに由来する海野氏などの六連銭は信仰的な意味での使用である。

## 図案
おもな図案は、文字や青海波が描かれた有文と、輪郭や縁のみの無文とに分けられる。「青山銭」など一つを描いたものから九曜のように並べた「長谷部銭」や、3つ1列の「三連銭」、3つ2列の「六連銭」、4つ2列の「八連銭」を竪や横に並べた「連銭」がある。「真田銭」や「安部銭」は六連銭の一種である。

### 六連銭
六連銭（むつれんせん）は滋野氏が使用した紋で、滋野氏族のほかに中村氏などが用いた。六紋連銭（ろくもんれんせん）ともいう。

#### 真田銭
真田信繁ら真田家では、定紋ではなく本来は戦時の旗に入れる旗紋など替紋として使用されていた。江戸期には講談等で真田の名と共に知られるようになり、真田氏の家紋として認識されるようになった。
2016年現在、真田家の六文銭は上田市にある呉服屋が商標として登録している。

うらぜに 裏銭
あおやまぜに 青山銭（青山氏）
ぜにくよう・はせべぜに 銭九曜・長谷部銭（長谷部氏）
むつれんせん 六連銭（海野氏、真田氏、白鳥氏）
あべぜに 安部銭（安部氏）

## 使用
『蒙古襲来絵詞』によれば「連銭」は合田氏。「六連銭」は海野氏、根津氏、望月氏、真田氏、白鳥氏、安部氏、中村氏。
永楽通宝を図案化した「永楽銭」は水野氏、織田氏、仙石氏、黒田氏など。
「銭九曜」は市氏、長氏が『見聞諸家紋』に載り、長谷部氏の銭九曜は「長谷部銭」ともいう。
「裏銭」は九鬼氏、青山氏（青山銭）。